# Шипоклювковые
Шипоклювковые (лат. Acanthizidae) — семейство птиц из отряда воробьинообразных.

## Классификация
Ранее внутри семейства шипоклювковых выделяли два подсемейства: Sericornithinae и Acanthizinae. Однако молекулярно-генетическое исследование не подтвердило такого выделения. Большинство родов было перенесено в подсемейство Acanthizinae, а два рода: Oreoscopus и Pachycare были выделены в подсемейство Pachycareinae.
В составе семейства выделяют 15 родов с 65 видами:
- Подсемейство Pachycareinae:
  - Oreoscopus North, 1905 — Птицы-могильщики
  - Pachycare — Золотолобые толстоголовки
- Подсемейство Acanthizinae:
  - Acanthiza Vigors & Horsfield, 1827 — Шипоклювки
  - Acanthornis Legge, 1887 — Синеушки
  - Aphelocephala Oberholser, 1899 — Белолобики
  - Aethomyias Sharpe, 1879
  - Calamanthus Gould, 1838 — Ложнокрапивники
  - Gerygone Gould, 1841 — Геригоны
  - Hylacola Gould, 1843 — Хилаклы
  - Neosericornis Mathews, 1912
  - Origma Gould, 1838 — Оригмы
  - Pycnoptilus Gould, 1851 — Птицы-попутчики
  - Pyrrholaemus Gould, 1841 — Рыжегрудки
  - Sericornis Gould, 1838 — Кустовки
  - Smicrornis Gould, 1843 — Короткоклювки